# Ian Smeulers
Ian Smeulers (Barendrecht, 12 gennaio 2000) è un ex calciatore olandese, di ruolo difensore.

## Carriera

### Club
Smeulers ha iniziato a giocare a calcio nel settore giovanile del Feyenoord. Nel 2019 è stato prestato al Dordrecht con cui ha giocato il suo primo incontro da professionista il 15 novembre, contro il Roda JC in Eerste Divisie. Il 1º febbraio 2022 è stato prestato al Willem II per il resto della stagione.
Nel 2021 si è trasferito al Sandefjord. Con il club norvegese ha giocato per tre stagioni collezionando in tutto 56 presenze.
Il 21 agosto 2023 è stato acquistato a titolo definitivo dall'Excelsior.

### Nazionale
Ha giocato nelle nazionali giovanili olandesi Under-17, Under-18 ed Under-19.

## Statistiche

### Presenze e reti nei club
Statistiche aggiornate all'8 dicembre 2023.
| Stagione        | Squadra         | Campionato      | Campionato | Campionato | Coppe nazionali | Coppe nazionali | Coppe nazionali | Coppe continentali | Coppe continentali | Coppe continentali | Altre coppe | Altre coppe | Altre coppe | Totale | Totale | Totale |
| Stagione        | Squadra         | Comp            | Pres       | Reti       | Comp            | Pres            | Reti            | Comp               | Pres               | Reti               | Comp        | Pres        | Reti        | Pres   | Reti   |        |
| --------------- | --------------- | --------------- | ---------- | ---------- | --------------- | --------------- | --------------- | ------------------ | ------------------ | ------------------ | ----------- | ----------- | ----------- | ------ | ------ | ------ |
| 2019-2020       | Dordrecht       | 1D              | 5          | 0          | CO              | 0               | 0               |                    | -                  | -                  |             | -           | -           | 5      | 0      |        |
| 2020-2021       | Willem II       | ED              | 3          | 0          | CO              | 0               | 0               |                    | -                  | -                  |             | -           | -           | 3      | 0      |        |
| 2021            | Sandefjord      | ES              | 12         | 0          | CN              | 0               | 0               |                    | -                  | -                  |             | -           | -           | 12     | 0      |        |
| 2022            | Sandefjord      | ES              | 30         | 0          | CN              | 3               | 0               |                    | -                  | -                  |             | -           | -           | 33     | 0      |        |
| 2023            | Sandefjord      | ES              | 11         | 0          | CN              | 0               | 0               |                    | -                  | -                  |             | -           | -           | 11     | 0      |        |
| 2023-2024       | Excelsior       | ED              | 4          | 0          | CO              | 1               | 0               |                    | -                  | -                  |             | -           | -           | 5      | 0      |        |
| Totale carriera | Totale carriera | Totale carriera | 65         | 0          |                 | 4               | 0               |                    | -                  | -                  |             | -           | -           | 69     | 0      |        |